# Stamen Grigorov
Stamen Gigov Grigorov (tiếng Bulgaria: Стамен Гигов Григоров; 27 tháng 10 năm 1878 – 27 tháng 10 năm 1945) là một bác sĩ và nhà vi sinh vật học người Bulgaria. Ông đã tìm ra vi khuẩn Lactobacillus bulgaricus bacillus, là yếu tố chính để tạo ra sữa chua tự nhiên.

## Vinh danh
Quê nhà ông Studen Izvor ngày nay có một trong số ít bảo tàng sữa chua trên thế giới. Năm 2020, nhân dịp kỷ niệm 142 năm ngày sinh của Grigorov, Google Doodle đã tạo một doodle dành cho ông vào ngày 27 tháng 10.